# Pont de Jargeau (1988)
Le pont de Jargeau est un pont français franchissant la Loire entre Jargeau et Saint-Denis-de-l'Hôtel dans le département du Loiret en région Centre-Val de Loire.
Le pont est entré en service en 1988. Il est situé dans le périmètre de la région naturelle du Val de Loire inscrit au patrimoine mondial de l'UNESCO.
Deux autres ponts ont précédé l'actuel pont de Jargeau, le pont de pierre du XIIIe au XVIIIe siècle et le pont suspendu de 1834 à 1989. Un nouveau pont situé sur la commune de Jargeau a été inauguré en 2025.

## Géographie

Côté gergolien, le pont de pierre favorisait le quartier canonial ; le pont suspendu, la Grande-rue commerçante ; le pont à ossature mixte, la fluidité de la circulation sur le boulevard Carnot

Le pont supporte la route départementale D 921 qui relie la commune de Saint-Denis-de-l'Hôtel sur la rive droite de la Loire à la commune de Jargeau sur la rive gauche.
Trois ponts différents ont jalonné l'histoire des communes de Jargeau et Saint-Denis-de-l'Hôtel, chacun d'eux privilégiant un tracé spécifique.
Sur la rive droite, à Saint-Denis-de-l'Hôtel, les deux premiers ouvrages eurent un seul et même débouché, à savoir, la rue commerçante de la ville (Grande-rue).
A contrario, sur la rive gauche, à Jargeau, le pont de pierre et le pont suspendu n'eurent pas la même issue sur la ville. En effet, il semble qu'au XIIIe siècle, le tracé du pont privilégia la collégiale et son quartier canonial à la Grande-Rue commerçante. Le pont de pierre arrivait alors au niveau de l'actuelle « rue de l'ancien pont », dans l'axe du quartier canonial. Au XIXe siècle en revanche, le tracé du pont privilégia le centre de vie de la population, dans l'axe de la Grande-rue commerçante, à l'image de ce qui existait à Saint-Denis-de-l'Hôtel.
À la fin du XXe siècle, devant l'importance du trafic routier moderne, le tracé du nouveau pont fut décalé en amont sur le fleuve. Jargeau comme Saint-Denis-de-l'Hôtel choisirent de dévier leurs centres commerçants afin d'écouler au mieux le flux automobile, sur un nouvel axe à Saint-Denis-de-l'Hôtel (avenue des Fontaines), et sur le boulevard Carnot côté gergolien.

## Le pont de pierre

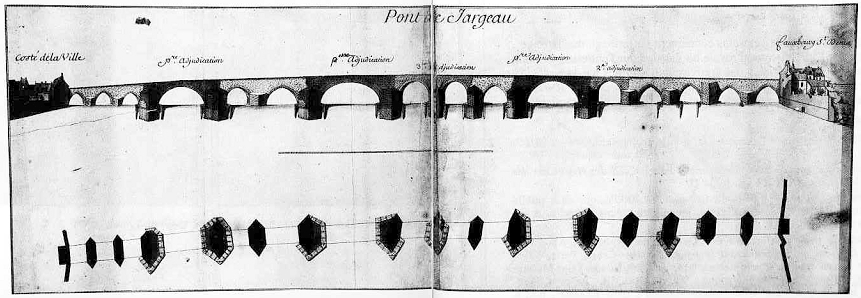
Le profil du pont de pierre

S'il est possible que des ponts de bois aient existé avant le XIIIe siècle, la première mention du pont de pierre qui reliait la ville de Jargeau à la rue principale de Saint-Denis-de-l'Hôtel remonte au début du XIIIe siècle. Ce pont comporta d'abord 19 puis 16 arches. Il fut abandonné  la fin du XVIIIe siècle. Un nouvel ouvrage ne fut alors pas reconstruit immédiatement et la traversée dut se faire par une passerelle, puis un bac pendant une quarantaine d'années.

## Le pont suspendu

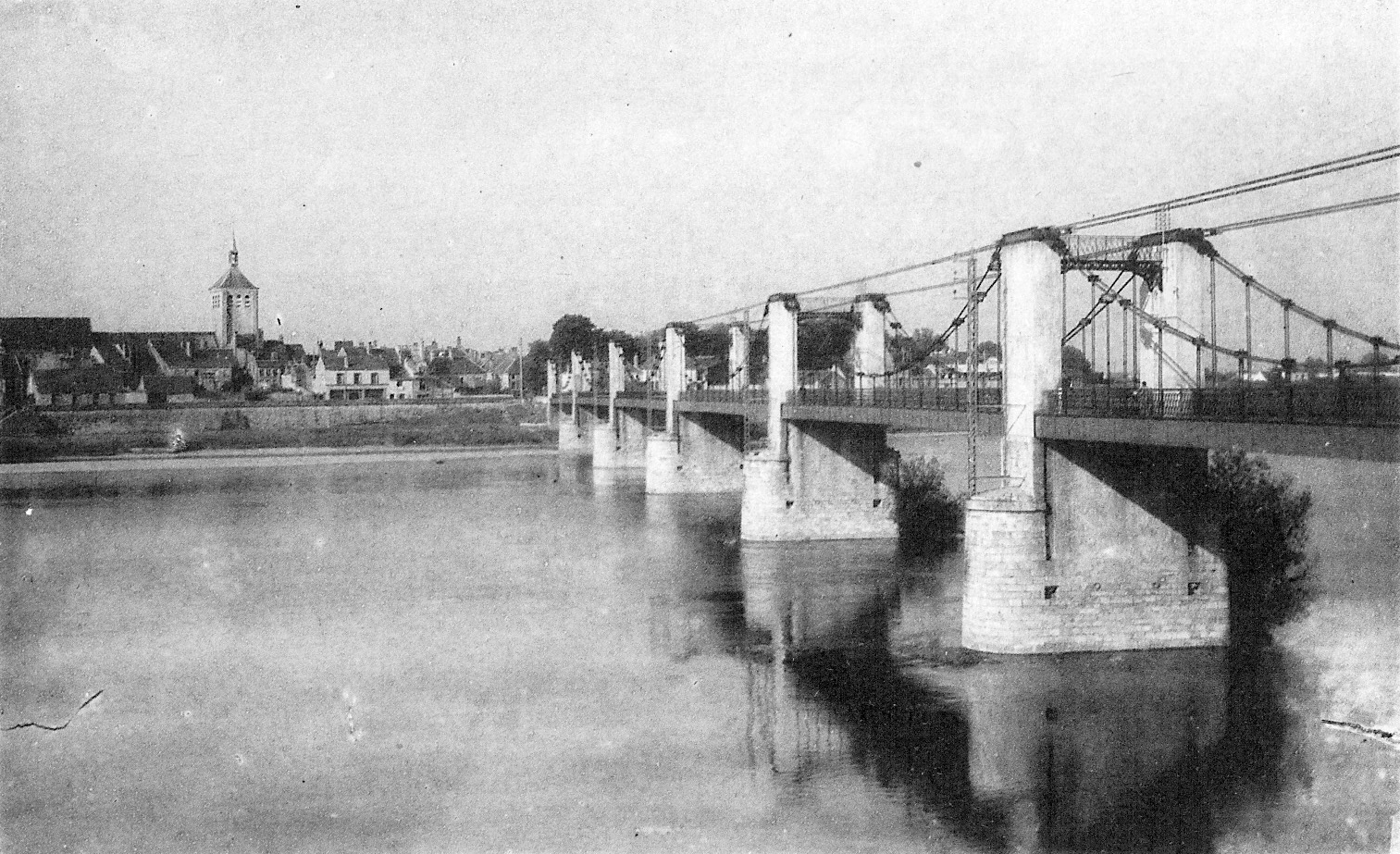
Le pont suspendu

Le pont suspendu succéda au pont de pierre. Néanmoins, en 1832, avant la construction d'un nouveau pont, la question de s'appuyer sur la dernière pile du pont de pierre restante fut posée. Cette hypothèse ne fut finalement pas retenue, la dernière arche du pont fut détruite et un nouveau tracé choisi.
Le pont suspendu entra en service en 1834 et fut détruit en 1989, quelques mois après l'entrée en service du pont à ossature mixte.

## Le pont à ossature mixte[3]

### Construction: 1987-1988
La circulation des poids lourds (masse supérieure à 3,5 tonnes) était interdite sur le pont suspendu de Jargeau depuis le 16 janvier 1985, date de l'effondrement du pont suspendu de Sully-sur-Loire. En effet, sa structure elle-même, qui avait déjà conduit à des conditions particulières pour le passage des poids lourds ainsi que l'hétérogénéité de ses aciers mise en évidence par les analyses, ne permettait pas de garantir la sécurité de l'ouvrage.
Compte tenu de l'importance économique du pont de Jargeau, qui supportait un trafic d'environ 10 000 véhicules par jour, il était indispensable d'envisager rapidement une solution qui permette un franchissement sans restriction de la Loire. C'est pourquoi, après une étude comparative entre les différentes solutions de reconstruction ou de renforcement possibles, le conseil général du Loiret, par délibération du 13 décembre 1985 a décidé la reconstruction d'un pont neuf à proximité du pont suspendu, solution qui présentait le double avantage d'éviter la construction coûteuse d'un pont provisoire pendant la durée des travaux et de permettre une amélioration des conditions de circulation pour le franchissement de la Loire à cet endroit.
Le coût de cette opération s'élève alors à 53 millions de Francs dont 8 millions de Francs pour les acquisitions foncières et 45 millions de Francs pour les travaux.
Le pont est réalisé par l'entreprise Baudin Chateauneuf et fut inauguré le 16 septembre 1988.

### Description

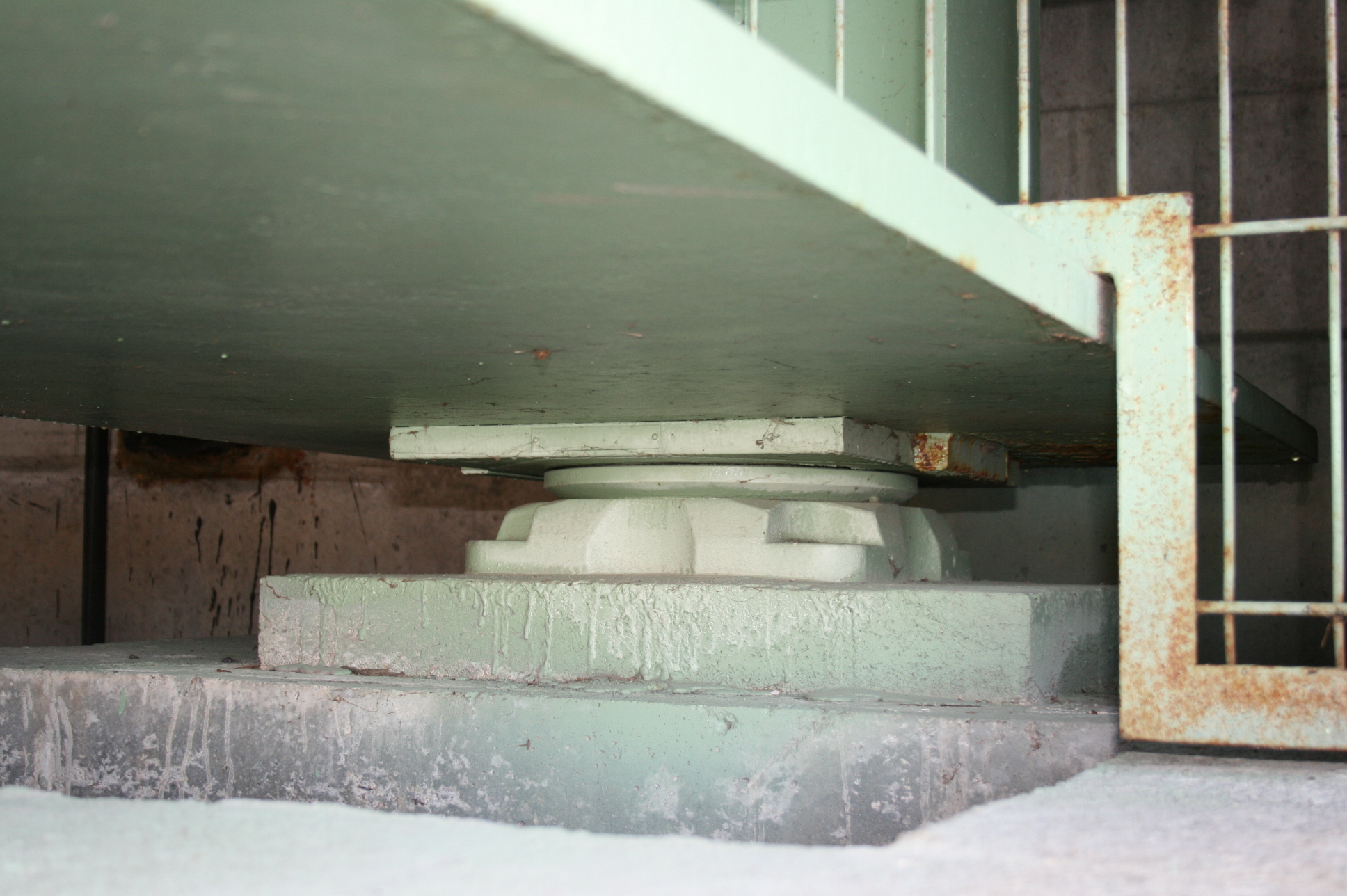
Appareil d'appui

Le pont, à ossature mixte, est composé d’un tablier constitué par une dalle en béton armé supporté par deux poutres métalliques. Sa longueur totale est de 323 m et sa largeur de 10 m. Il comprend cinq travées : deux travées de rive de 52 m et trois travées intermédiaires de 73 m. Les poutres ont une hauteur constante de 2,50 m dans les travées intermédiaires et une hauteur variable de 2,50 m à 1,50 m pour les deux travées de rives.
Les poutres métalliques de 2,50 m de hauteur supportent le tablier en béton armé, ce qui constitue des poutres de très grande hauteur. La jonction se fait à l’aide de connecteurs soudés sur le plat de la poutre, non visibles sur la photographie. Contrairement aux apparences sur la photographie, le tablier ne s’appuie pas sur la pile, mais seulement la poutre. L’espace entre le bas du tablier et le haut du premier palier de la pile est en fait très faible.
Noter un aspect spécifique à ces piles : le niveau d’arase supérieur est situé au-dessus du tablier du pont, alors que dans la plupart des ponts, le tablier s’appuie sur les piles et est habillé d’une corniche en bordure. Ici la corniche est interrompue au droit de la pile pour laisser passer le corps de la pile. Ce concept a été retenu pour rompre la rectitude du pont donnée visuellement par les poutres.
Le crènelage vertical de la pile comme d’ailleurs l’excroissance supérieure de la pile au-dessus du tablier ont spécialement été étudiés pour accrocher la lumière dans tous les positions du soleil ou de l’observateur.
Le garde corps n’a quant à lui fait l’objet d’aucune recherche esthétique. Il s’agit d’un garde corps standard.

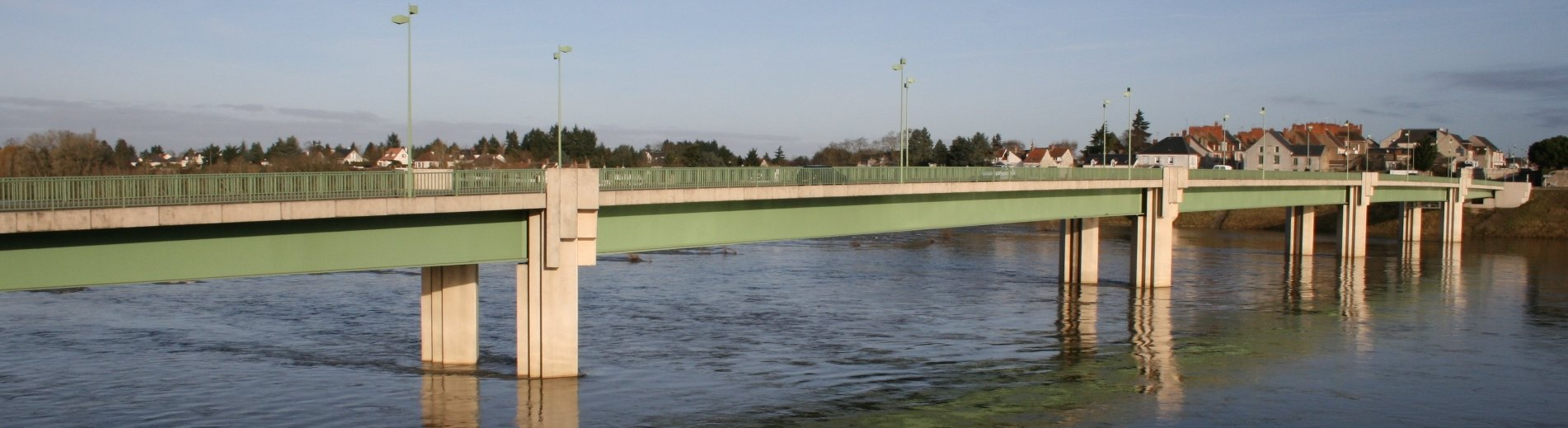
Vue des principaux éléments de la structure du pont de jargeau

### Conditions de circulation

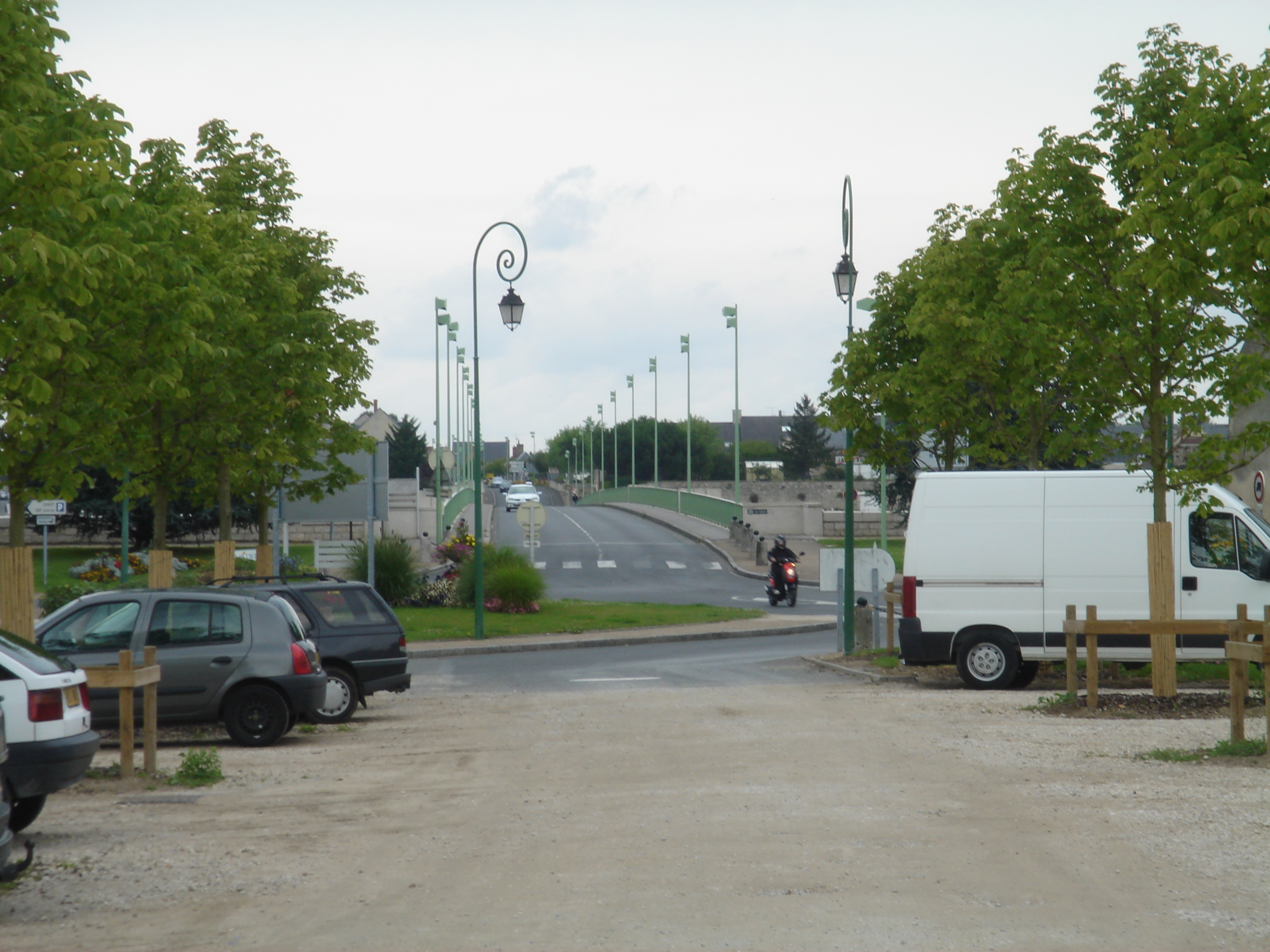
Arrivée actuelle du pont sur le boulevard Carnot à Jargeau

Après l'ouverture à la circulation du pont en 1988, le trafic a augmenté sensiblement pendant une dizaine d'années. Dès 1994, le conseil général du Loiret envisage la construction d'un nouveau pont sur la Loire en aval du pont de Jargeau afin de le désengorger aux heures de pointe.
La réunion du 25 septembre 2003 désigne le « fuseau ouest » pour la construction d'un nouveau pont. Ce tracé concerne les communes de Sandillon, Darvoy, Jargeau, Mardié et Saint-Denis-de-l'Hôtel. En avril 2005, un tracé est adopté. Selon les études menées, il était prévu que, de 2005 à 2015, le trafic routier sur le pont de Jargeau passerait d'environ 15 000 à 20 000 véhicules par jour. Un nouveau pont pourrait permettre de détourner environ 10 000 véhicules par jour. Ces prévisions ont été infirmées par la réalité puisque les comptages officiels du conseil général indiquent qu'après une très faible hausse, les trafics ont amorcé une baisse entre 2007 et 2008, où on est revenu à 15 369 véhicules par jour.
L'enquête d'utilité publique et le début des travaux sont pour l'instant repoussés en raison d'oppositions motivées par les atteintes à l'environnement que la construction d'un nouvel ouvrage pourrait engendrer. Saisi par une pétition, le Parlement européen a envoyé une commission d'enquête sur place ; son rapport demande aux autorités de « revoir le projet qui, en l'état, violerait trois directives européennes ».[réf. nécessaire]
Un calendrier prévisionnel a cependant été établi par le Conseil général du Loiret ; il prévoit une enquête en vue de la déclaration d'utilité publique en 2011, des acquisitions foncières en 2012 et 2013, une période de travaux en 2014 et 2015 pour une mise en service en 2016.

## Bateaux de Loire

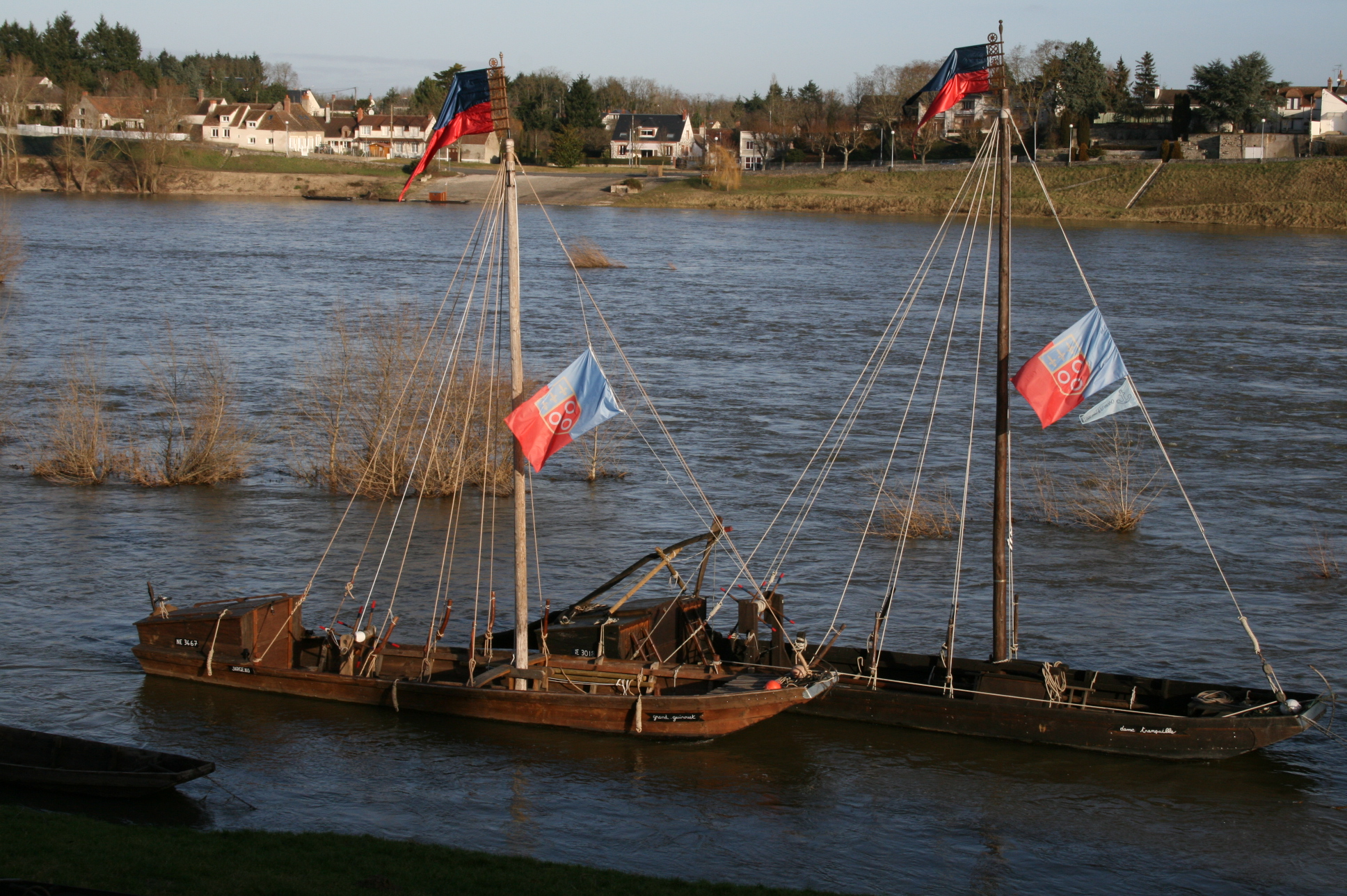
Bateaux de Loire

Sur les deux rives, le pont de Jargeau sert de port d’attache aux bateliers de Loire.

## Pour approfondir